# 溶血素
溶血素あるいは溶血毒素（米: hemolysin、英: haemolysin）とは、微生物によって産生される、赤血球の細胞膜に傷害を与えることでその赤血球を破壊する脂質またはタンパク質である。微生物により分泌された溶血素による赤血球の溶解は、その微生物の栄養の獲得にとって非常に重要であると見られているが、病原体が宿主内で産生する溶血素の多くは宿主の赤血球を著しく破壊するわけではない。しかし、多くの場合、in vitroでは溶血素は赤血球を溶解させる。

## 特徴
ほとんどの溶血素はタンパク質であり、それ以外に、界面活性剤として作用する脂質がある。
溶血素は、in vitroで赤血球を溶解する能力によって同定することができ、多くの細菌は溶血素を産生することができることが確認されている。 多くの臨床的に重要な真菌も溶血素を産生すると信じられている。
溶血素は赤血球だけでなく、白血球などの他の血液細胞にも影響を与える。大腸菌(Escherichia coli)の溶血素は単球、リンパ球、およびマクロファージに対して潜在的に傷害性であり、それらを自己融解および細胞死に導く。
血液寒天培地を用いることで溶血現象を可視化することができ、レンサ球菌の分類に利用されている。

## 溶血の作用機序
溶血素には赤血球破壊の様式により2種類あり、1つは赤血球細胞膜の脂質二重層を加水分解するもの、もう1つは脂質二重層に孔を形成するものである。

### 膜孔形成溶血素
溶血素の多くは、細胞膜上に孔を形成することによって赤血球、白血球、および血小板の溶解を引き起こす膜孔形成毒素（Pore-Forming Toxin：PFT）である。
溶血素は通常、水溶性の単量体として細菌から分泌される。この単量体は拡散して標的細胞へと近づき、標的細胞の膜上の特定の受容体に結合する。結合後、単量体が集合してオリゴマー化して環状七量体を形成する。
溶血素は黄色ブドウ球菌 (Staphylococcus aureus)、大腸菌 (Escherichia coli)、腸炎ビブリオ (Vibrio parahemolyticus) などの多種多様な細菌によって分泌される。黄色ブドウ球菌は膜孔形成溶血素産生性の病原細菌の代表例である。ブドウ球菌α溶血素孔と呼ばれる環状複合体を産生する。黄色ブドウ球菌はまず、感受性細胞の外膜に結合するα溶血素単量体を分泌する。7個の単量体が膜上に集合して七量体となり、水分子、イオン、および有機低分子の制御不能な透過を促進する水で満たされた膜貫通チャネルを形成する。この膜貫通チャネルは細胞膜上の孔となり、ATPなどの生命活動に重要な物質の急速な放出、膜電位とイオン勾配の消散、細胞壁破裂（細胞溶解）につながる不可逆的な浸透圧的膨潤、並びに、DNA断片化をもたらす生体によって作り出されていた濃度勾配にしたがったイオンの流入や流出を引き起こすので、最終的に細胞死を引き起こす。

### 酵素的溶血素
酵素的な溶血素は、膜中のリン脂質を切断することによって赤血球膜を損傷する。

### 黄色ブドウ球菌溶血素

#### α溶血素

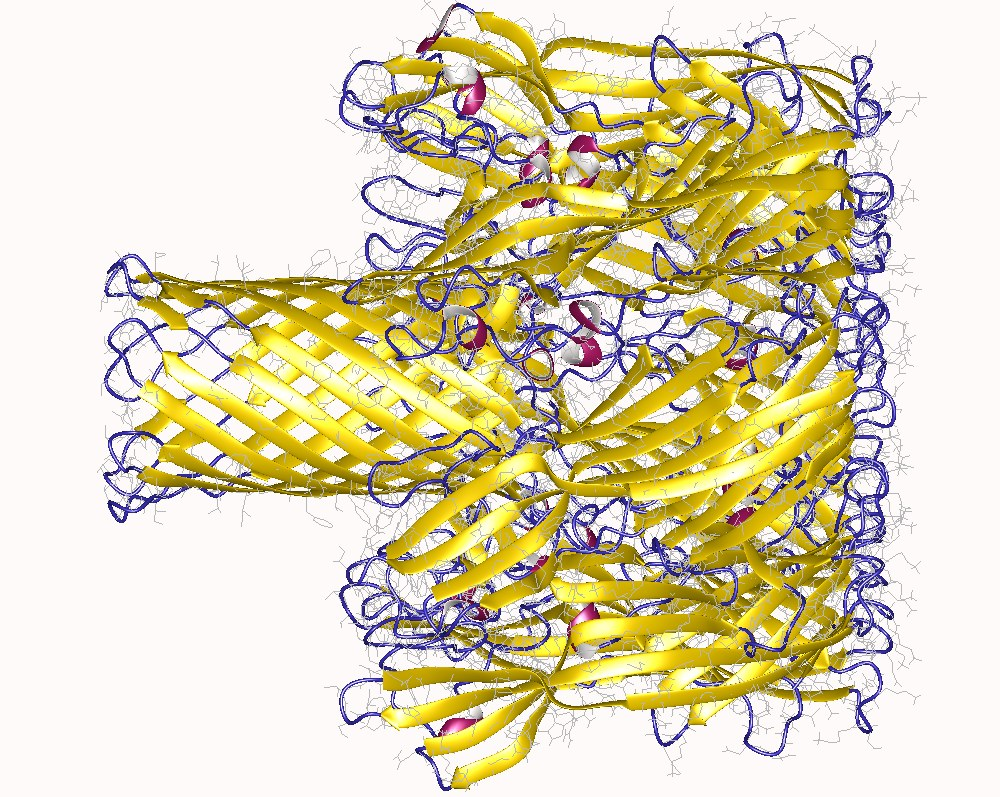
黄色ブドウ球菌のα溶血素による膜貫通細孔の巨大分子構造

黄色ブドウ球菌によって分泌されるこの毒素は、外膜との結合とその後の単量体のオリゴマー化によって標的細胞膜上に水充満チャネルを形成する。浸透現象、細胞の脱分極、およびATPなどの生体分子の散逸をもたらし、その結果として細胞死を引き起こす。

#### β溶血素
細胞膜の50％を占める膜脂質のスフィンゴミエリンを加水分解することによって細胞毒性を示す。この場合スフィンゴミエリンから放出されるホスホコリンの顕著な上昇が観測される。

#### γ溶血素
β溶血素とは異なり、短い飽和アシル鎖を有するホスホコリン、特に円錐形の分子により高い親和性を有するが、円筒状脂質（例えば、スフィンゴミエリン）に対しては溶血素活性が阻害される。標的細胞膜に結合すると八量体となる。このオリゴマー化の直後に、β-バレルと呼ばれるより安定した構造が形成される。この最後の段階で八量体は細胞膜中のホスファチジルコリンと結合する。

## 構造
いくつかの溶血素の可溶性単量体および膜孔形成多量体の立体構造がX線結晶構造解析によって決定されている。例えば、黄色ブドウ球菌 (Staphylococcus aureus) のα溶血素は細胞膜上ではホモ-七量体βバレル構造である。コレラ菌 (Vibrio cholerae) 細胞溶解素も七量体の孔を形成する が、黄色ブドウ球菌γ溶血素は八量体の孔を形成する 。
黄色ブドウ球菌由来のα溶血素七量体は直径 100 Å かつ高さ 100 Å のキノコ様の形状を持つ。溶媒が接近可能な膜貫通チャネルは7回対称で、14〜46 Å の範囲の直径を有する。14本鎖逆平行βバレルの外側には、脂質二重層の非極性部分に相補的な表面となる幅約 30 Å の疎水性ベルトがある。α溶血素と脂質二重層との界面は疎水性相互作用のほか塩結合と水素結合によって固定され、これら相互作用は 65 °C 以下であればSDS溶液中においてでさえ七量体の分子安定性を確保する。

## 感染における役割
溶血素は病原細菌の宿主体内での鉄分の獲得に関わる。鉄分は、様々な病原性細菌の増殖における制限要因である。遊離鉄は有害なフリーラジカルを生成することがあるので、体内では通常低濃度に維持されている。赤血球は鉄を含有するヘムに富む。赤血球の溶解はその周囲にヘムを放出させ、細菌が遊離鉄を取り込むことを可能にする。
溶血の結果は主に溶血性貧血、つまり赤血球が破壊され、通常時に予想されるよりも早く血流から除去される状態である。この状態になると骨髄での赤血球の生産が間に合わなくなり、酸素は身体組織に適切に行き渡らなくなる。その結果、疲労、痛み、不整脈、心臓肥大または心不全などの多くの症状が現れる。
溶血による症状と疾患は溶血素の種類及びそれを産生する微生物のタイプに応じて異なる。
- 尿路病原性大腸菌 (Escherichia coli) 由来のα溶血素は腸外感染により膀胱炎、腎盂腎炎および敗血症を、黄色ブドウ球菌 (Staphylococcus aureus) 由来のα溶血素は肺炎などの重篤な疾患を引き起こす虞がある。
- Aeromonas sobriaのエロリジンは腸管に感染し、また、敗血症や髄膜炎を引き起こす可能性もある。

（上記2種類の溶血素は組織表面に感染した細菌が細胞外から分泌する）
- Listeria monocytogenes（宿主細胞、主にマクロファージおよび単球内で繁殖する通性細胞内寄生性細菌）由来のリステリオリシンOはファゴソーム膜の分解を引き起こし、リステリア症病原菌である本細菌の細胞内での生存と増殖を助ける。

溶血素は重要な人体器官への黄色ブドウ球菌の感染についての因子であることが判明している。黄色ブドウ球菌は肺炎などの重大な感染症の病原菌である 。肺炎の場合、炎症過程およびピロトーシスの原因であるNLRP3インフラマソームによる壊死性肺損傷の誘発にα溶血素が関与する。現時点では、アピゲニンおよびβ-シクロデキストリンは黄色ブドウ球菌による肺炎を軽減すると考えられているが、抗α溶血素抗体は防御をもたらすと考えられている。
別の研究では、黄色ブドウ球菌主要病原性因子の膜孔形成毒素α溶血素（Hla）は代替的なオートファジー経路の活性化に関与する分泌物質であることを示している。このオートファジー応答は、人為的にcAMPの細胞内レベルを上昇させることで阻害されることが実証されている。この阻害は交換因子RAPGEF3とRAP2Bによっても媒介される。
白血球の約80％が生存する用量のα溶血素で前処理した白血球は、細菌および粒子を貪食する能力および走化性を低減させる。白血球の早期活性化、並びにα溶血素による貪食と走化性の阻害がin vivoで起きた時、大腸菌の攻撃からの生存率を大きく向上させる。
多くの溶血素、例えばリステリオリシンOは、宿主食細胞に貪食された感染細菌がファゴソームから脱出すること、それによって宿主の免疫系を回避することを可能にする。

### 遺伝子発現調節
溶血素（例えば、ストレプトリジンS）の遺伝子発現調節は、鉄の存在下で抑制される系であり 、溶血素は必要なときのみに生産されるように制御されている。黄色ブドウ球菌における溶血素の発現調節および病原性発現には、セリン/トレオニン特異性タンパク質キナーゼおよびホスファターゼが関与する。

## 治療
溶血素による病状に対する治療方法は主に、その溶血素の産生微生物に抗する抗生物質の服用である。さらに、いくつかの溶血素については抗溶血素抗体の作用によって中和することができ、体内での長期かつ危険な溶血作用を予防することができる。
血球の破壊が進行しすぎたときは葉酸や鉄分の補給、緊急の場合、輸血が必要なことがある。まれに、脾臓は血液をろ過して死滅細胞や損傷細胞を血流から除去し、赤血球の不足を悪化させるために、脾臓の摘出が必要があることもある。

## 利用

### 医療分野
耐熱性溶血毒 (Thermostable Direct Hemolysin: TDH) は現在、腫瘍学の分野で研究されている。腸炎ビブリオ (Vibrio parahemolyticus) によって産生されるTDHは大腸癌の細胞増殖を抑制するといわれている。TDHは、プロテインキナーゼC（PKC）リン酸化を伴う細胞外環境からのCa2+流入を誘導する。活性化PKCは、抗大腸癌治療の合理的な標的である上皮成長因子受容体（EGFR）のチロシンキナーゼ活性を阻害する。

### 生物工学分野
α溶血素は、DNAのナノ細孔シーケンシングに利用されている。また、細胞膜上に、細胞のヌクレオチドを枯渇させる細孔を形成させるためにも使用されている。